# Dactiloscòpids
Els dactiloscòpids (Dactyloscopidae) són una família de peixos marins incluída en l'ordre Perciformes.

## Gèneres i espècies
Existeixen 44 espècies agrupades en 9 gèneres: 
- Gènere Dactylagnus (Gill, 1863)
- Gènere Dactyloscopus (Gill, 1859)
- Gènere Gillellus (Gilbert, 1890)
- Gènere Heteristius (Myers y Wade, 1946)
- Gènere Leurochilus (Böhlke, 1968)
- Gènere Myxodagnus (Gill, 1861)
- Gènere Platygillellus (Dawson, 1974)
- Gènere Sindoscopus (Dawson, 1977)
- Gènere Storrsia (Dawson, 1982)